# Amphisbaena elbakyanae
Amphisbaena elbakyanae — вид плазунів з родини амфісбенових. Описаний у 2021 році.

## Назва
Вид названо на честь казахської програмістки Олександри Елбакян, розробниці вебсайту Sci-Hub, за її колосальний внесок у зменшення наукових бар'єрів, а також її позицію, що «кожен має право брати участь у науковому прогресі та його перевагах, вільно та без економічних обмежень».

## Поширення
Ендемік Колумбії. Розповсюджений в затопленій екосистемі савани басейну річки Орокуе та Аріпоро, а також у сухій екосистемі савани басейну річки Біта у департаменті Вічада. Мешкає у листяній підстилці лісистої савани, в якому переважає пальма моріче.